# Веселе (Феодосійський район)
Весе́ле (до 1945 року — Кутла́к, крим. Qutlaq) — село в Україні, у складі Феодосійського району Автономної Республіки Крим.

## Географія
Село Веселе розташоване за 6 км на захід від міста Судак, у долині річки Кутлак, з південної сторони від автодороги Р29 Алушта — Феодосія, висота центру села над рівнем моря 126 м. Найближчі населені пункти — Межиріччя на північному заході та Морське на південному заході. За 2,5 км на півд.-захід від нп Веселе — гора Кизил-Кая.

## Історичні пам'ятки

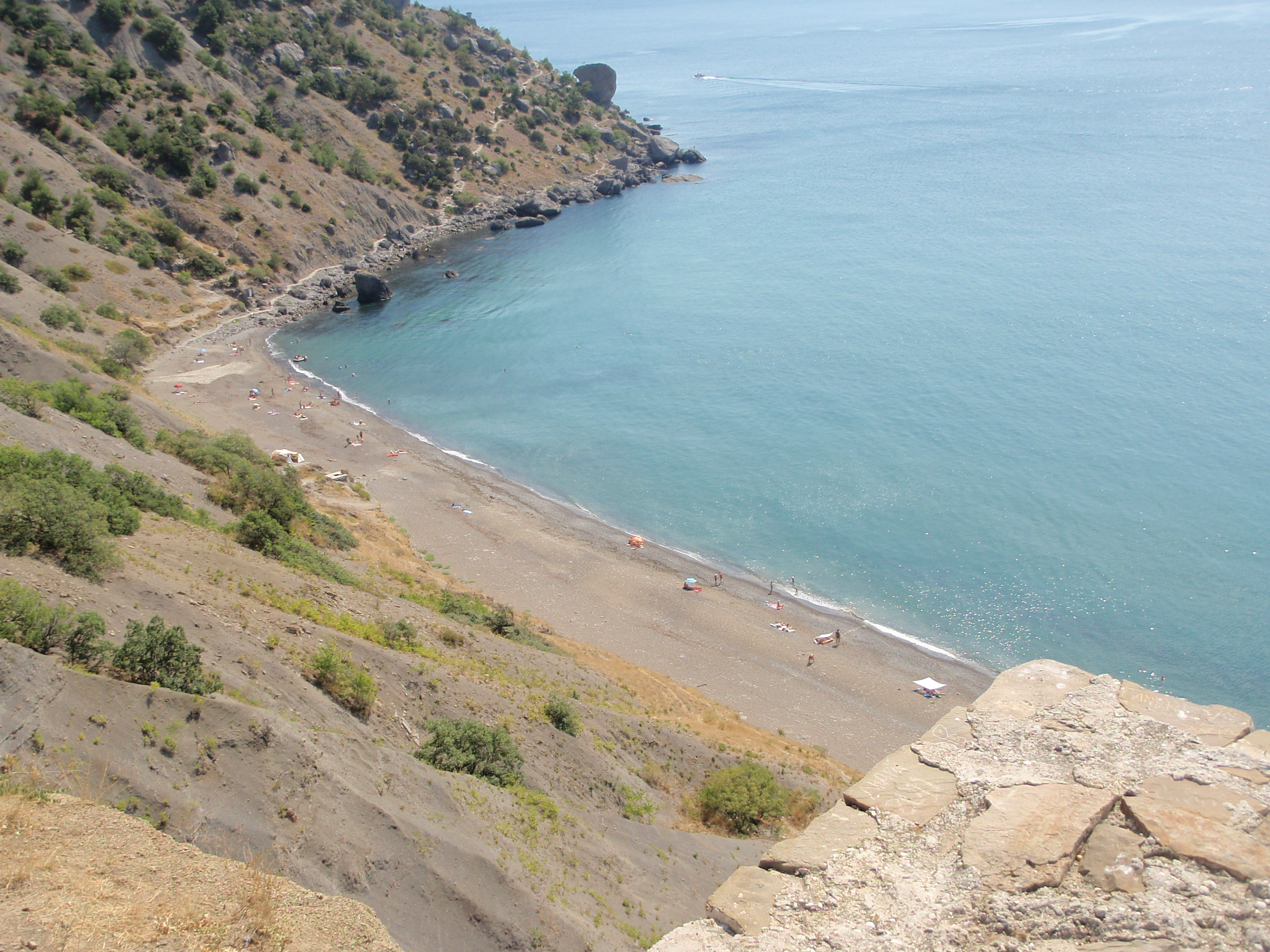
Панорама бухти і пляжу з боспорської фортеці.

Поблизу села, на березі моря, знаходяться законсервовані залишки боспорської фортеці.

## Історія
1520 року османська влада проводить перепис населення Південного берега Криму, у поселенні Кутлак проживає 277 людей — 10 мусульман і 267 християн.
Станом на 1886 у селі Кутлак Таракташської волості Феодосійського повіту Таврійської губернії мешкало 735 осіб, налічувалось 161 дворове господарство, існували мечеть та 2 лавки.
За переписом 1897 року кількість мешканців зросла до 1550 осіб (828 чоловічої статі та 722 — жіночої), з яких , 1548 — магометанської.
У 1918 році встановлено радянську владу.
В селі розташовувалась центральна садиба колгоспу «Веселовський», за яким було закріплено більше 1,2 тис. га сільськогосподарських угідь, з них 744 га орних земель, у тому числі 504 га під виноградниками. Основним напрямком господарства було виноградарство.
63 передовика господарства нагороджено орденами та медалями СРСР, серед них І. А. Черепененко — орденом Леніна.
47 жителів села перебували на фронтах німецько-радянської війни, всі вони нагороджені бойовими орденами та медалями, 19 осіб загинуло.

## Сучасний стан
В наш час в селі розташовані сільська рада, восьмирічна школа, літній кінотеатр, бібліотека, фельдшерсько-акушерський пункт, пошта, 4 магазини, їдальня.
Діють православний храм апостола Андрія Первозванного та мечеть Кутлак Джамісі. Знаходиться пам'ятка архітектури — Турецький фонтан.
У 1926 році поблизу села виявлені «погрібальна урна» з двома ручками-вушками та клеймений піфос (діаметр — 0,63 м, висота — 0,78 м) з кришкою. Збереглись руїни середньовічної церкви.
У селі розташоване виноробне підприємство ДП «Веселівське» (в 2010 році об'єднане з ДП «Морське») входить до складу НВАО «Масандра».
За 4 км від морського узбережжя, на західному схилі гори Караул-Оба, поблизу руїн Боспорської фортеці будується пансіонат «Марианіда».
Влітку 2000 року в селі, на узбережжі Кутлакської бухти, пройшов фестиваль «КаZантип».